# Estação Esplanade de La Défense
Esplanade de La Défense é uma estação da linha 1 do Metrô de Paris, localizada na extremidade leste do bairro de negócios de La Défense, na divisa entre as comunas de Courbevoie e Puteaux.

## Situação
A estação está localizada a leste da esplanada do bairro de La Défense, daí o seu nome. Ela é coberta por uma grande laje denominada Le Bassin, obra do artista plástico grego Panayótis Vassilákis conhecido artisticamente como Takis. A obra consiste de uma superfície aquática com pouca profundidade na qual foram instaladas 49 luzes multicoloridas com alturas diferentes entre 3,50 e 9 metros.

## História
A estação foi aberta em 1 de abril de 1992, durante a extensão da linha 1 do Metrô, de Pont de Neuilly a La Défense.
A RATP tendo preferido uma passagem na ponte de Neuilly em elevado, menos dispendiosa, em lugar de uma passagem sob o Sena, a estação La Défense - Michelet, planejada desde os anos 1970 pelo Établissement public pour l'aménagement de la région de la Défense (EPAD), permaneceu fora de operação.
Como parte do trabalho de modernização da linha 1, a estação Esplanade de la Défense foi equipada com portas automáticas nas plataformas de acesso aos trens, em outubro de 2009.
Em 2012, 9 502 985 passageiros passaram por esta estação. No ano de 2013, 9 843 051 passageiros utilizaram a estação, o que a coloca na 17ª posição das estações de metrô por tráfego de passageiros.

## Serviços aos passageiros

### Acessos
A estação tem dois acessos:
- a saída oeste dá acesso aos bairros Vosges, Alsace, Corolles, Reflets e Iris do setor "Esplanade Nord" e aos bairros Michelet e Villon do setor "Esplanade Sud";
- a saída leste dá acesso ao bairro Saisons do setor "Esplanade Nord" e ao bairro Bellini do setor "Esplanade Sud".

### Plataforma
A estação conta com uma plataforma central devido à pequena largura da estação, que foi construída no que foi originalmente um dos dois tubos da auto-estrada A14 : Paris La Défense <> Orgeval (que entra no túnel sob La Défense). Uma ligeira diferença em largura também existe entre a extremidade ocidental da plataforma, em que se efetua o acesso, e a oriental, mais estreita e sob um teto mais baixo recoberto com uma flocagem corta-fogo preta. A iluminação é fornecida por tubos fluorescentes. Grandes telhas planas brancas recobrem os pés-direitos verticais. Os quadros publicitários são metálicos e o nome da estação é inscrito na fonte Parisine em placas esmaltadas dispostas unicamente na plataforma. Esta última está equipado com assentos Akiko amarelos e portas de plataforma.

### Intermodalidade
A estação é servida pelas linhas de ônibus 73, 157, 158, 174, 175 e 176 da rede de ônibus RATP e, à noite, pela linha N24 da rede de ônibus Noctilien.

## Pontos turísticos

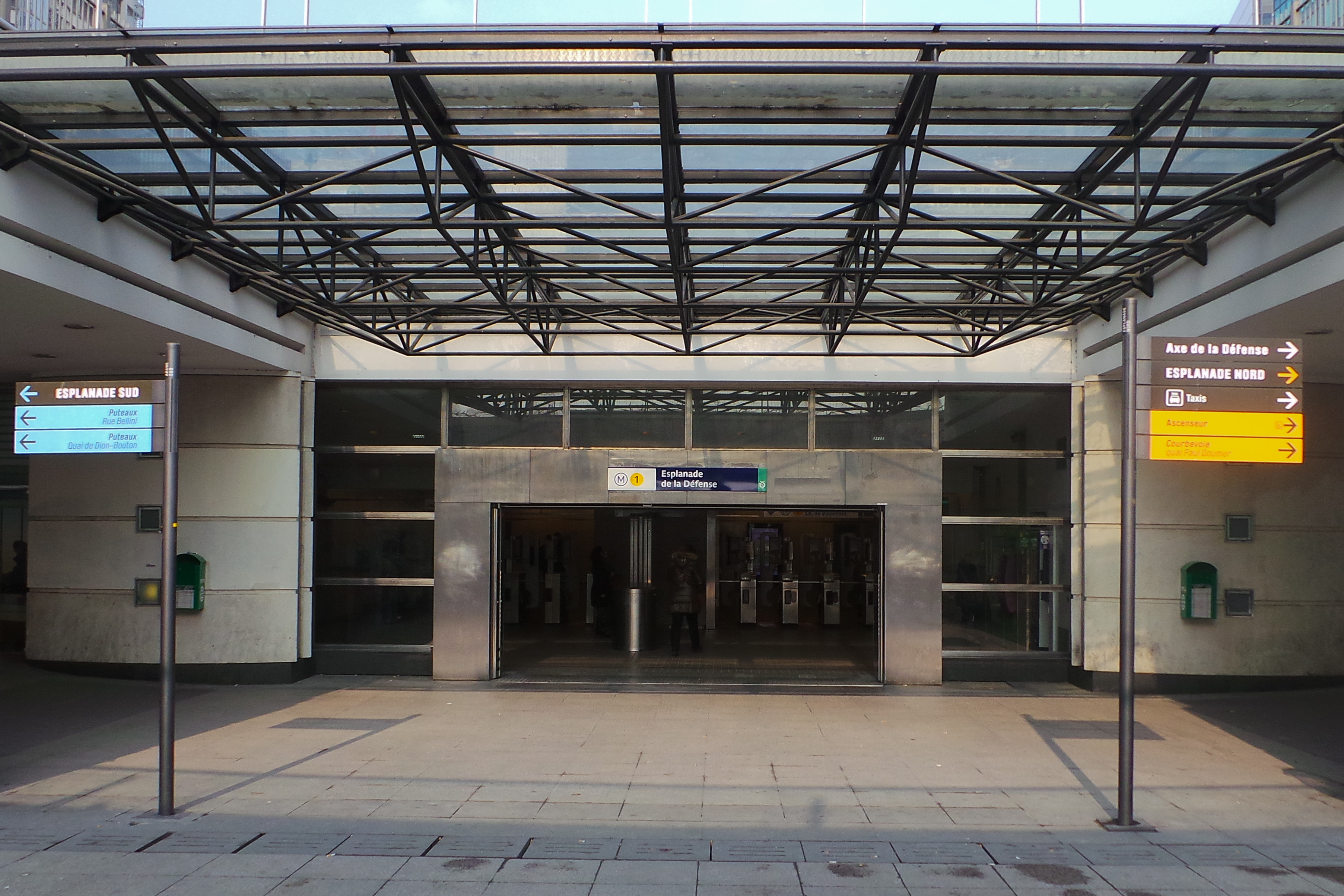
O acesso leste da estação

No pátio desta estação e nos corredores, estátuas foram erguidas.
No final da plataforma, em direção a Paris, a estação está quase ao ar livre. Ela permite ver o Arco do Triunfo de l'Étoile e é visível a partir da estação de ônibus da estação Pont de Neuilly.
O espaço cultural e de exposições Defacto la Gallery, aberto em setembro de 2008, se encontra na saída leste da estação.
A estação dá acesso à Tour First, e às torres Tour CB21 (ex GAN) e Tour AGF - Athéna (ex AGF - Athéna).